# Grădina botanică din Batumi
Grădina botanică din Batumi (în georgiană ბათუმის ბოტანიკური ბაღი) este o grădină botanică cu o  suprafață de 108 hectare aflată la nord de orașul Batumi, capitala Republicii Autonome Adjaria din Republica Georgia. Situată în locul numit Mțvane Konțhi („Capul Verde”) de pe malul Mării Negre, ea este una dintre cele mai mari grădini botanice din fosta Uniune Sovietică.